# Российская автомобильная федерация
Росси́йская автомоби́льная федера́ция (РАФ) — общероссийская общественная организация, создана 30 ноября 1991 года.

## Цели и задачи
Главной целью создания организации является пропаганда и достижение прогресса в области автомобильного спорта среди населения страны. В задачи федерации входят: объединение организаций, которые функционирует в сфере автомобильного спорта; интеграция спортсменов, тренеров, волонтёров и т. д.

## Международное признание
Генеральная Ассамблея ФИА 11 декабря 1992 годаДата точная?[уточнить] приняла РАФ в члены ФИА и предоставила РАФ право осуществления спортивной власти на всей национальной территории Российской Федерации.

## Структура
- Совет Федерации
- Президиум РАФ
- Совет РАФ по спорту
- Апелляционный суд РАФ
- Ревизионая комиссия РАФ

#### Комитеты
- Комитет официальных лиц и судейства
- Комитет спортивной техники
- Комитет классических автомобилей
- Комиссия истории автоспорта
- Комитет ветеранов автоспорта и автомобилизации
- Комитет трасс и безопасности
- Комитет картинга
- Комитет ралли
- Комитет кросса и ралли-кросса
- Комитет кольцевых гонок
- Комитет ралли-рейдов
- Комитет трофи-рейдов
- Комитет трековых и ледовых гонок
- Комитет дрэг-рейсинга
- Комитет дрифта
- Комитет автомногоборья
- Комитет рекордов
- Комитет по мобильности
- Комитет цифрового автоспорта
- Комитет по развитию цифровых платформ и конгрессно-выставочной деятельности

### Президент РАФ
Первым президентом РАФ был избран Андрей Логинов, на тот момент главный редактор журнала «За рулём». С 2003 года президентом является Виктор Кирьянов, на момент избрания он являлся заместителем начальника Службы общественной безопасности (СОБ) МВД России — начальником Главного управления ГИБДД СОБ МВД России. 18 мая 2024 года на XXIV Всероссийской отчетно-выборной конференции РАФ президентом был избран Борис Романович Ротенберг, создатель и руководитель программы поддержки российского автоспорта SMP Racing.